# Челендж-ліга
Швейцарська Челлендж-ліга (нім. Swiss Challenge League) — друга за рангом футбольна ліга Швейцарії. Чемпіон здобуває путівку до Суперліги, друга команда грає перехідні матчі, а найгірша команда вилітає до однієї з Першої ліги Промоушен. У лізі беруть участь футбольні клуби не тільки зі Швейцарії, але і з Ліхтенштейну, оскільки там немає власної футбольної ліги.

## Історія
У 1897 році женевська газета La Suisse Sportive організувала перший неофіційний чемпіонат Швейцарії, де Кубок Рюїнар був присуджений клубу «Грассгоппер».
Вперше Серія B була зіграна у 1898 році. У фінальній частині першого чемпіонату Серії B відбулось суперництво між «Кантональ Лозанна», «Берн» та «Санкт-Галлен». «Кантональна Лозанна» спочатку перемогла столичний клуб з рахунком 2:0, а потім «Санкт-Галлен» з рахунком 3:2 та виграла чемпіонат. У сезоні 1900-01 переможець Серії B «Фортуна Базель» став першою командою, яка вийшла до Серії А. Серія B проводилася під цією назвою до 1922 року.
У 1922 році лігу було перейменовано на Серія Промоушен та розділено на три регіони: Східний, Західний та Центральний. Також кожен регіон додатково поділявся на дві групи. Переможці відповідних регіональних груп грали у фінальній грі, а три регіональні чемпіони кваліфікувалися до фінального раунду і пройшли до Серії A. У наступних сезонах регіональні чемпіони Серії B грали у плей-оф за вибування/підвищення проти команд, які посіли останнє місце в регіональних лігах Серії А. Цей формат зберігався до сезону 1929–30.
Починаючи з 1930 року, два вищих швейцарських регіони були перейменовані відповідно на Першу та Другу ліги, а в наступному сезоні після Другої ліги стали Першою лігою (оскільки попередня Перша ліга стала відома як Національна ліга). Ці зміни назв стали поштовхом до створення вищезгаданої Національної ліги, яка більше не буде розділена на регіональні групи. Ця реорганізація була остаточно здійснена в сезоні 1933–34, проте Перша ліга зберегла регіональні групи. Ліга була розділена на західну та східну групу, за винятком сезону 1939/40, коли через Другу світову війну було створено п'ять регіональних груп.
Починаючи з сезону 1944–45 років, була створена Національна ліга B (NLB). Чотирнадцять команд, сім найкращих команд обох груп у сезоні 1943–44 років, за винятком чемпіонів «Беллінцона», а також «Люцерн», що вилетів, брали участь у першому сезоні. Спочатку дві найкращі команди ліги підвищувалися, а дві нижчі – вилітали. У сезоні 1976–77 років кількість команд була збільшена до шістнадцяти. Після того, як кількість команд була скасована в 1979 році, кількість команд знову збільшилася в 1981 році.
У сезоні 1986–87 років проводилися плей-оф між чотирма найкращими командами Національної ліги B (NLB) та чотирма найгіршими командами Національної ліги A (NLA), при цьому лише дві з них виходили у вищий дивізіон, оскільки NLA скоротила кількість команд до дванадцяти на наступний сезон. Водночас NLB була збільшена до 24 команд, знову розділених на дві регіональні групи. Крім того, сезони також були розділені на два етапи: кваліфікаційний етап та етап із двома групами, які боролись за підвищення у класі та виліт до нижчого дивізіону. Під час етапу підвищення/вильоту до чотирьох найгірших команд NLA приєднувалися шість найкращих команд обох груп. Ці шістнадцять команд знову були розділені на дві групи, і дві найкращі команди обох груп отримували підвищення до NLA. Для вильоту шість найгірших команд кожної групи були розділені на дві підгрупи, де дві команди із найгіршими результатами у кожній групі вилітали до Першої ліги.
Кількість команд у Національній лізі B (NLB) була скорочена до 20 у 1993 році та до 16 у 1994 році. Починаючи з сезону 1995–96 років, Національна ліга B знову об'єдналася у одну групу та скоротилася до дванадцяти команд. Плей-оф за підвищення/виліт та виліт також більше не було розділено на дві групи. Обидва плей-оф гралися в групі за круговою системою з вісьмома командами, причому чотири найкращі команди виходили/залишалися в NLA та NLB відповідно. Чотири найгірші команди вилітали/залишалися в NLB або Першій лізі відповідно.
На початку XX століття було запропоновано подальші зміни формату вищих ліг швейцарського клубного футболу. Починаючи з сезону 2003-04, лігу було перейменовано на Челендж-лігу. На відміну від Суперліги, Челендж-ліга спочатку не мала титульного спонсора, аж до сезону 2008-09 , коли вона була названа Dosenbach Challenge League. Ліга знову залишилася без титульного спонсора протягом наступних чотирьох сезонів. Між 2013 і 2021 роками вона називалася brack.ch Challenge League, а з сезону 2021-22 років — dieci Challenge League .
Кількість учасників коливалася з моменту перейменування ліги. Спочатку в Лізі виклику було 17 учасників, але в наступному сезоні їх було збільшено до 18. Щоб зробити лігу привабливішою для глядачів, її знову скоротили до 16 учасників у 2008 році, а потім ще до десяти у 2012 році. Це останнє скорочення відбулося в результаті створення Ліги промоушен. Аналогічно, кількість команд, які вилітали та підвищувалися до та з колишньої Першої ліги (пізніше Ліги промоушен), також коливалася. З новою Лігою промоушенце був простий формат підвищення/виліту між Лігою виклику та Лігою підвищення: один вгору, один вниз.
Підвищення до Суперліги також було реструктуризовано разом зі зміною назви. Старий плей-оф на підвищення/виліт було скасовано та замінено на простіший формат «один піднімається – один опускається». Між 2003 і 2012 роками команда, яка посідала друге місце в Челендж-лізі, також грала двоматчевий плей-оф на підвищення/виліт проти передостанньої команди Суперліги. Цей плей-оф було скасовано у 2012 році, а пізніше знову запроваджено в сезоні 2018–19.

## Чемпіони (з сезону 1960-61)
| Сезон     | Переможець                                     |
| --------- | ---------------------------------------------- |
| 1960–61   | Лугано                                         |
| 1961–62   | К'яссо                                         |
| 1962–63   | Шаффгаузен                                     |
| 1963–64   | Лугано                                         |
| 1964–65   | Уранія Женева Спорт                            |
| 1965–66   | Вінтертур                                      |
| 1966–67   | Люцерн                                         |
| 1967–68   | Вінтертур                                      |
| 1968–69   | Веттінген                                      |
| 1969–70   | Сьйон                                          |
| 1970–71   | Санкт-Галлен                                   |
| 1971–72   | К'яссо                                         |
| 1972–73   | Ксамакс                                        |
| 1973–74   | Люцерн                                         |
| 1974–75   | Біль-Б'єнн                                     |
| 1975–76   | Беллінцона                                     |
| 1976–77   | Етуаль (Каруж)                                 |
| 1977–78   | Нордштерн (Базель)                             |
| 1978–79   | Ла Шо-де-Фон                                   |
| 1979–80   | Беллінцона                                     |
| 1980–81   | Веве                                           |
| 1981–82   | Вінтертур                                      |
| 1982–83   | Ла Шо-де-Фон                                   |
| 1983–84   | Цуг                                            |
| 1984–85   | Гренхен                                        |
| 1985–86   | Локарно                                        |
| 1986–87   | Гренхен                                        |
| 1987–88   | Етуаль (Каруж) (Захід)Лугано (Схід)            |
| 1988–89   | Івердон Спорт (Захід)Базель (Схід)             |
| 1989–90   | Фрібур (Захід)Баден (Схід)                     |
| 1990–91   | Івердон Спорт (Захід)Локарно (Південь та Схід) |
| 1991–92   | Базель (Захід)Шаффгаузен (Південь та Схід)     |
| 1992–93   | Івердон Спорт (Захід)Люцерн (Схід)             |
| 1993–94   | Етуаль (Каруж) (Захід)Шаффгаузен (Схід)        |
| 1994–95   | Івердон Спорт (Захід)Крієнс (Схід)             |
| 1995–96   | Крієнс                                         |
| 1996–97   | Етуаль (Каруж)                                 |
| 1997–98   | Янг Бойз                                       |
| 1998–99   | Віль                                           |
| 1999–2000 | Беллінцона                                     |
| 2000–01   | Янг Бойз                                       |
| 2001–02   | Віль                                           |
| 2002–03   | Вадуц                                          |
| 2003–04   | Шаффгаузен                                     |
| 2004–05   | Івердон Спорт                                  |
| 2005–06   | Люцерн                                         |
| 2006–07   | Ксамакс                                        |
| 2007–08   | Вадуц                                          |
| 2008–09   | Санкт-Галлен                                   |
| 2009–10   | Тун                                            |
| 2010–11   | Лозанна                                        |
| 2011–12   | Санкт-Галлен                                   |
| 2012–13   | Аарау                                          |
| 2013–14   | Вадуц                                          |
| 2014–15   | Лугано                                         |
| 2015–16   | Лозанна                                        |
| 2016–17   | Цюрих                                          |
| 2017–18   | Ксамакс                                        |
| 2018–19   | Серветт                                        |
| 2019–20   | Лозанна                                        |
| 2020–21   | Грассгоппер                                    |
| 2021–22   | Вінтертур                                      |
| 2022–23   | Івердон Спорт                                  |
| 2023–24   | Сьйон                                          |
| 2024–25   | Тун                                            |